# カール・ヴィトゲンシュタイン

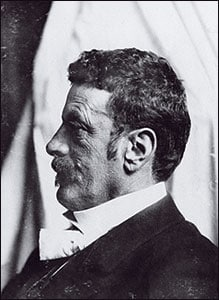
カール・ヴィトゲンシュタイン (1910年)

カール・ヴィトゲンシュタイン（Karl Wittgenstein, 1847年4月8日 - 1913年1月20日）は、オーストリアの実業家。哲学者のルートヴィヒ・ヴィトゲンシュタインおよびピアニストのパウル・ヴィトゲンシュタインの父。製鉄事業で大きな成功を収め、オーストリア近代産業の父とも称される。莫大な富をもとに多くの著名な芸術家に援助を行い、パトロンとしてグスタフ・クリムトなどと親交を持ったことでも知られる。

## 家族の来歴

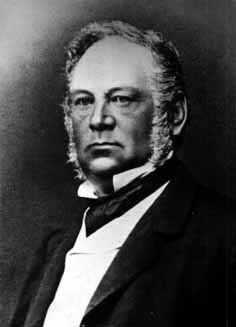
カールの父、ヘルマン・クリスティアン・ヴィトゲンシュタイン

カール・ヴィトゲンシュタインの曾祖父モーゼス・マイヤー・ヴィトゲンシュタインは現在のドイツ、ノルトライン＝ヴェストファーレン州ジーゲン＝ヴィトゲンシュタイン出身のアシュケナジム・ユダヤ人である。土地の管理人の仕事に就いていたモーゼスは、1802年にコルバッハへと移り、織物類の店を始めた。1808年、当時最盛期を迎えていたナポレオン戦争の余波によって、ヴェストファーレンに住む全てのユダヤ人に対して3ヶ月以内に名字を名乗るようにとの命令が下された。マイヤーは故郷の名をとり、モーゼス・マイヤー＝ヴィトゲンシュタインと名乗るようになる。
マイヤー＝ヴィトゲンシュタインはコルバッハにおいて経済的に成功を収めたが、晩年になると事業は衰退するようになった。息子のヘルマン・クリスティアン・ヴィトゲンシュタイン
（1802年 - 1878年）は1830年代の後半に商売の中心をライプツィヒ市郊外の町ゴーリスへと移した。1839年、ヘルマン・クリスティアン・ヴィトゲンシュタインはドレスデン十字架教会で洗礼を受けルター派へ改宗し、同時にファニー・フィグドルと結婚した。彼女はウィーンにおける裕福なユダヤ系商家の生まれであったが、結婚に際してルター派に改宗している。加えて、ヨハネス・ブラームスやヨーゼフ・ヨアヒムの親類でもあった。

## 生涯

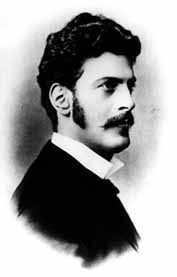
若き日のカール

カールはヘルマンとファニーの息子として1847年にゴーリスで生まれた。7人兄妹の6人目の息子であった。誕生の3年後に家族はオーストリアのメドリンク区ヴェッセンドルフへ、さらに1860年にはウィーンへと移住し、父は家具や生糸の売買を生業とした。
幼少期のカールは落ち着きがない子供であり、通っていた高校を放校になった。父は家庭教師をつけて学位をとらせようとしたが、1865年にカールは家族に無断で家を離れ、アメリカ合衆国へと渡った。持ち物はヴァイオリンの他にはわずかな金銭のみであった。ニューヨークに到着したカールは、酒場でミュージシャンやウェイターをして生計をたてながら生活した。リンカーン大統領の暗殺によって娯楽が一時的に自粛されるようになるとワシントンD.C.へと向かい、そこで運河船の乗組員やバーの経営をして働いた。翌年にニューヨークへと戻り、姉妹の仲介によって父とも和解したカールは、1867年にオーストリアへと帰国した。
カール・ヴィトゲンシュタインは典型的な立志伝中の人であり、優れた才能と確固たる自信を抱いていた。ウィーンの技術学校において製図技師、エンジニアとしての知識を得ると、1872年に現在のチェコ、テプリツェに存在したパウル・クーペルヴィーザーの鉄工所で働き始め、これを手始めとして数年後には会社の共同経営者にまで出世した。カールは1873年にレオポルディーネ・カルムスと結婚し、家族はベーメン、さらにウィーンのメイドリンクへと移った。カールとクーペルヴィーザーはカールの家族から融資された資金を元手として、製鉄業の拡大に乗り出した。当時急ピッチで進んでいた鉄道建設による需要によって事業は成功を収め、さらに1877年に露土戦争が勃発すると、クルップ社との競争に打ち勝ち、ロシア政府による巨額の発注を獲得した。さらにイギリスのエンジニア、シドニー・ギルクリスト・トーマスにより開発された塩基性製鋼法をいち早く取り入れることで、燐の含有率が高い鉄鉱石の利用を可能とした。
ヴィトゲンシュタインの事業戦略は産業革命期における典型的な実業家のものであり、新技術の積極的な採用と、製鉄業から炭坑、鉄製品、炉の建設に必要なセメントにもおよぶ事業の多角化をはかった。このような垂直統合モデルとカルテルの形成により、オーストリア帝国におけるヴィトゲンシュタインの経済力は圧倒的なものになった。市場の独占を嫌った他の実業家は政府に圧力をかけて、カルテルの廃止や関税引き下げによる他国の鉄鋼の輸入を認めるように求めた。周囲との対立によってヴィトゲンシュタインは職を辞し、その後は長期の旅行や社会福祉活動をして過ごした。
ヴィトゲンシュタインは1913年に死亡し、遺産は家族や親交のあった芸術家たちに分け与えられた。

## パトロンとして

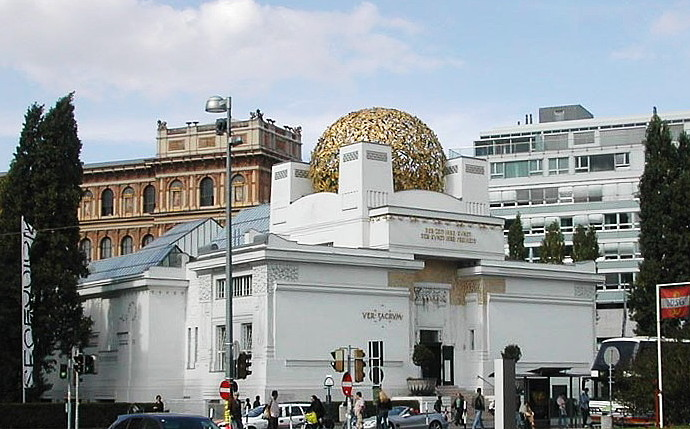
ゼセッション館（分離派会館）

カール・ヴィトゲンシュタインは19世紀オーストリアにおける芸術家のパトロンとしても著名であった。法律家であり芸術にも造詣が深かった兄パウルの紹介により、彼の邸宅にはヨハネス・ブラームスやパブロ・カザルス、ヨーゼフ・レイバーなどの音楽家やウィーン分離派に属する画家、建築家が出入りしていた。ヨゼフ・マリア・オルブリッヒの設計によるセセッション館（分離派会館）はヴィトゲンシュタインの援助により建設されている。ヴィトゲンシュタインは事業においても芸術作品の興味についても反伝統主義的であった。親交を持った人物には、ヨーゼフ・ホフマン、フェリックス・メンデルスゾーン、オーギュスト・ロダン、コロマン・モーザー、ハインリヒ・ハイネなどがいる。カールの子供や甥、姪の住むアパートメントの室内装飾の多くはヨーゼフ・ホフマンが手がけており、グスタフ・クリムトには娘たちの肖像画を依頼している。

## 家族
夫妻は合計9人の子供をもうけた。ドーラは誕生時に死亡している。
- ヘルミーネ（1874年 テプリツェ - 1950年）
- ドーラ（1876年 ウィーン）
- ハンス（1877年 ウィーン - 1902年 チェサピーク、自殺）
- クルト（1878年 ウィーン - 1918年 自殺）
- ヘレネ（1879年 ウィーン - 1956年） 医師マックス・ザルツァーと結婚
- ルドルフ（1881年 ウィーン - 1904年 自殺）
- マルガレーテ（1882年9月19日 ノイヴァルデック - 1958年 ウィーン） 1904年にジェローム・ストンボローと結婚、1923年離婚
- パウル（1887年 ウィーン - 1961年 ニューヨーク）
- ルートヴィヒ（1889年 ウィーン - 1951年 ケンブリッジ）

ハンス、クルト、ルドルフの兄弟はいずれも自殺した。父であるカールは独学で大成した自身の経験を基に、子供たちを学校に通わせようとしなかった。子供たちの自殺の原因にはこのような独善的な教育法が関係しているとの指摘もある。パウルはピアニスト、ルートヴィヒは哲学者として著名になった。ヘルミーネとマルガレーテはそれぞれグスタフ・クリムトの『Porträt der Hermine Gallia』、『Porträt der Margaret Stonborough-Wittgenstein』のモデルである。

## 参照
1. ↑  ルートヴィヒ・ヴィトゲンシュタインがB.ラッセルに宛てた手紙では1919年1月20日に亡くなったと報告している。マクギネス(1988) pp.282-283
2. ↑  舌がんを患っていたとされる。アレグザンダー(2008) pp.10-11
3. ↑  『天才の精神病理』 飯田真、中井久夫著 岩波現代文庫 2001年 ISBN 400600057X